# Casa de Pignatelli
La Casa de Pignatelli (o Pignateli, Piñateli) es una casa nobiliaria italo-española cuyos orígenes se remontan al antiguo reino de Nápoles, establecida en Nápoles, Palermo, Roma y Madrid. El apellido Pignatelli procede de la palabra piñata que es refigurada sobre su escudo de armas.
La casa de Pignatelli de Aragón Cortés y Tagliavia es la rama principal de este linaje, que originó numerosas ramas secundarias, principalmente los Pignatelli di Cerchiara, los duques de Solferino, los marqueses de Spinazzola y los condes de Fuente.

## Historia
La casa de Pignatelli surgió en la historia de la nobleza de la Italia Meridional con Lucio Pignatelli (o Luzio Pignatello) que fue en el año 1102 decurión del Estado de Nápoles, anomenado contestabile, dignidad reservada a la alta nobleza.
La genealogía cierta de la familia comienza con Riccardo Pignatelli (fallecido en 1303), probable tataranieto de Giovanni y patricio napolitano, que poseía propiedades feudales en la región de Caserta. Uno de sus primos, Tommaso Pignatelli, fue virrey de Capitanata en 1313. Riccardo tuvo 4 hijos conocidos, entre ellos Giacomo, que obtuvo el cargo de capitán general y juez de los Abruzos en 1326 y que dio a luz a Tommaso, prefecto del palacio del rey Roberto I. El nieto de este último, que llevaba el mismo nombre que él, fue gobernador de Atri y Bari y sus hijos fueron el origen de la separación de las ramas de la familia. Se casó por primera vez a Agostina d'Anna. Quedó viudo, se casó por segunda vez con Cicella Filomarino y tuvo diez hijos, entre ellos Stefano, Carlo y Palamede, que son respectivamente los antepasados de las líneas de los marqueses de Casalnuovo, los duques de Monteleón y finalmente los marqueses de Cerchiara. 
El título de conde de Egmond recayó en Procopo Pignatelli, hermano de Maria Francesca Pignatelli, que se había casado con Leopoldo Felipe de Arenberg en 1711.

## Ramificación
- Lucio Pignatelli 
  - Rama de los señores de Orta di Casalnuovo, ext. en 1917.
    - Rama de los barones, después príncipes de Monteroduni (1702), familia Pignatelli della Leonessa di Monteroduni.
    - Rama de los marqueses, después duques de Montecalvo, ext. en 1841.
    - Rama de los señores de Martignano, después duques de Rocca Mandolfi, ext. en 1732.
      - Rama de los duques de Talve, después príncipes de Strongoli, ext. en 1760.

  - Rama de los señores de Monticello, después duques de Monteleón, ext. en 1667
  - Rama de los señores, después marqueses de Cerchiara, príncipes de Noja.
    - Rama de los príncipes de Montecorvino, ext. en 1775.
    - Rama de los príncipes de Noja, duques de Monteleón, familia Pignatelli de Aragón Cortés y Tavagliavia.
      - Rama de los príncipes de Strongoli (2a linea), ext. en 1810.
      - Rama de los condes de Fuentes, duques de Solferino.
        - Rama de los duques de Solferino, condes de Egmond.
        - Rama de los duques de Solferino, ext. en 1858.
          - Rama de los condes de Fuente.

      - Rama de la familia Pignatelli di Cerchiara

    - Rama de los duques de Bellosguardo, ext. en 1774.
      - Rama de los marqueses de San Vicente, después príncipes de Belmonte, ext. en 1911.
      - Rama de los marqueses de San Vicente, ext. en 1800.

    - Rama de los señores de Castellaneta, ext. en 1610.
    - Rama de los marqueses de Spinazzola.
    - Rama de los señores de Regina, ext. en 1709.
    - Rama de los marqueses de Lauro, después duques de Bisaccia, después Pignatelli d'Egmond, ext. en 1801.
      - Rama de los marqueses de Lauro, ext. en 1704.

## Virreyes e presidentes del Reino de Sicilia
Virrey del Reino
- 1517 – Ettore Pignatelli, conde después duque de Monteleón;
- 1719 – Nicola Pignatelli, duque de Monteleón;
- 1802 – Domenico Pignatelli, arzobispo de Palermo.

Presidente del Reino
- 1522 – Camillo Pignatelli, conde de Borrello de Calabria;
- 1802 – Cardenal Domenico Pignatelli di Belmonte, arzobispo de Palermo y Monreale.

## Cardenales
- Francisco Pignatelli
- Domingo Pignatelli di Belmonte
- Francisco María Pignatelli
- Esteban Pignatelli

## Pignatelli de Aragón Cortés y Tagliavia

### Príncipes de Noja (rama italiana)
- Diego Pignatelli Aragona Cortés
- Fabricio Mattia Pignatelli Aragona Cortés
- Ettore Pignatelli Aragona Cortés
- Giuseppe Pignatelli Aragona Cortés
- Diego Pignatelli Aragona Cortés
- Antonio Pignatelli Aragona Cortés
- Giuseppe Pignatelli Aragona Cortés
- Antonio Pignatelli Aragona Cortés
- Giuseppe Pignatelli Aragona Cortés
- Nicolò Pignatelli Aragona Cortés

### Condes de Fuente (rama española)
- Juan Domingo Pignatelli de Aragón Cortés y Tagliavia y Gonzaga (1757–1819)
- Juan María  Pignatelli de Aragón Cortés y Tagliavia y Wall (1795–1823)
- Juan Bautista Pignatelli de Aragón Cortés y Tagliavia y Belloni  (1823–1824)
- Juan José Pignatelli de Aragón Cortés y Tagliavia y Wall (1800–1851)
- Antonio María Pignatelli de Aragón Cortés y Tagliavia y Antentas (1824–1869)
- Antonio Maria Pignatelli de Aragón Cortés y Tagliavia y Burgos (1958–1993)
- José María Pignatelli de Aragón Cortés y Tagliavia y Burgos (1959)
- Gerardo María Pignatelli de Aragón Cortés y Tagliavia y Burgos (1964–)
- Patricia Cayetana Pignatelli de Aragón Cortés y Tagliavia (2008–)

## Personajes ilustres
- Ercole Pignatelli
- Faustina Pignatelli
- Giovanni Battista Pignatelli
- Inocencio XII
- Joaquín Atanasio Pignatelli de Aragón y Moncayo
- José María Pignatelli de Aragón y Moncayo
- Ramón Pignatelli de Aragón y Moncayo